# Russeifa
Russeifa (en árabe, الرصيفة) es una ciudad en la gobernación de Zarká, en Jordania. Tiene una población de unos 472.605 habitantes (censo de 2015), lo que la convierte en la cuarta ciudad más grande de Jordania, después de Amán, Irbid y Zarqa.

## Geografía
La ciudad de Russeifa está situada en la región central de Jordania, en la cuenca del río Zarqa, en la carretera de Amán (Zarqa). Amán, Zarqa y Russeifa forman una gran área metropolitana, la segunda área metropolitana más grande de la región del Próximo Oriente, después de Damasco. La ciudad administrativamente pertenece a la gobernación de Zarká. Debido a su proximidad a Amán y Zarqa, alberga varias industrias pesadas.